# Wapen van Rauwerderhem

Het wapen van Rauwerderhem

Het wapen van Rauwerderhem werd op 25 maart 1818 per Koninklijk Besluit in gebruik bevestigd bij de Friese gemeente Rauwerderhem. Het wapen was al langer in gebruik ten tijde van de bevestiging. In oudere versies was de dwarsbalk gegolfd, mogelijk als verwijzing naar de Boorne. De herkomst van de sleutels is niet geheel zeker, ze verwijzen niet naar Sint Pieter, maar mogelijk zijn het vervormde roosters van Sint-Laurentius. Bij de gemeentelijke herindeling van 1984 werd de gemeente opgeheven en kwam het wapen te vervallen. De sleutels zijn in het wapen van Boornsterhem opgenomen.

## Blazoenering
De blazoenering van het wapen luidde als volgt:
Van keel, belanden met een zilveren dwarsbalk, daarover heen 2 sleutels van goud, gekruist als een St. Andrieskruis. Het schild gedekt met een kroon van goud.
Het wapen was rood van kleur met daarover een zilveren dwarsbalk. Over de dwarsbalk en over het rode veld twee schuingekruiste sleutels. Niet vermeld is dat de sleutels met de baarden naar boven gericht staan. Omdat het aantal fleurons niet vermeld worden gaat het automatisch om een kroon met drie bladeren en twee parels, een zogenaamde gravenkroon.

## Verwant wapen

Het wapen van Boornsterhem, met daarin de sleutels uit het wapen van Rauwerderhem

Aengwirden
· Baarderadeel
· Barradeel
· Het Bildt
· Bolsward
· Boornsterhem
· Dokkum
· Dongeradeel
· Doniawerstal
· Ferwerderadeel
· Franeker
· Franekeradeel
· Gaasterland
· Gaasterland-Sloten
· Haskerland
· Hemelumer Oldeferd
· Hennaarderadeel
· Hindeloopen
· Idaarderadeel
· IJlst
· Kollumerland en Nieuwkruisland
· Leeuwarderadeel 
· Lemsterland
· Littenseradeel
· Menaldumadeel
· Nijefurd
· Oostdongeradeel
· Rauwerderhem
· Schoterland
· Skarsterlân
· Sloten
· Sneek
· Stavoren
· Utingeradeel
· Westdongeradeel
· Wonseradeel
· Workum
· Wymbritseradeel